# NGC 2430
NGC 2430 ist ein offener Sternhaufen oder ein Asterismus im Sternbild Achterdeck des Schiffs. Er wurde am 31. Dezember 1785 von Wilhelm Herschel entdeckt.